# Je so' pazzo/Putesse essere allero
Je so' pazzo/Putesse essere allero è un singolo del cantautore italiano Pino Daniele. Entrambi i brani sono tratti dall'album Pino Daniele, pubblicato nel maggio del 1979.

## Je so' pazzo
Il brano, lanciato al Festivalbar, riscosse un'immediata popolarità e di seguito anche l'album. Con il successo ottenuto iniziò a farsi strada un nuovo genere musicale che lo stesso Daniele definiva Taramblù, termine che indica la commistione fra tarantella, blues e rumba.

### Altre interpretazioni
- 1995, Neri per Caso nell'album Le ragazze
- 2016, Jovanotti nel concerto del 6 gennaio al Palamaggiò di Caserta.[4]
- 2017, Laïoung ha pubblicato una cover con il titolo Fuori (Je so' pazz)
- 2018, Massimo Lodolo, reperibile su YouTube.[5]

## Tracce
1. Je so' pazzo – 3:00
2. Putesse essere allero – 3:44

## Formazione
- Pino Daniele - voce, chitarra acustica
- Gigi De Rienzo - basso
- Agostino Marangolo - batteria in 1
- Ernesto Vitolo - tastiere
- James Senese - sax tenore
- Rosario Jermano - percussioni, batteria in 2

## Classifiche
| Classifica (2015) | Posizione massima |
| ----------------- | ----------------- |
| Italia            | 15                |